# Oluf Rocks
Die Oluf Rocks (in Chile Rocas Paredes) sind eine kleine Gruppe Rifffelsen im Palmer-Archipel vor der Westküste der Antarktischen Halbinsel. Sie liegen 5,5 m östlich des Kap Neumayer der Trinity-Insel.
Luftaufnahmen der Falkland Islands and Dependencies Aerial Survey Expedition aus den Jahren von 1955 bis 1957 dienten ihrer Kartierung. Das UK Antarctic Place-Names Committee benannte sie 1960 nach dem dänischen Frachtschiff Oluf Sven unter Kapitän Jan C. Ryge, der von 1955 bis 1956 im Dienst für diese Expedition im Einsatz war, z. B. bei Transportfahrten nach Deception Island sowie als mobile Operationsbasis für Vermessungsteams. Teilnehmer der 1. Chilenischen Antarktisexpedition (1946–1947) benannten sie dagegen nach Luis S. Paredes Uribe (* 1915), Koch bei dieser Forschungsreise.